# 212 Medea
212 Medea eller 1930 FW är en stor asteroid i huvudbältet som upptäcktes den 6 februari 1880 av den österrikiske astronomen Johann Palisa. Den fick senare namn efter Medea, i den grekiska mytologin.
Medeas senaste periheliepassage skedde den 19 september 2021. Dess rotationstid har beräknats till 10,28 timmar. Asteroiden har uppmätts till diametern 136,12 kilometer.